# Bouddhisme au Japon
 (mai 2024).
Si vous disposez d'ouvrages ou d'articles de référence ou si vous connaissez des sites web de qualité traitant du thème abordé ici, merci de compléter l'article en donnant les références utiles à sa vérifiabilité et en les liant à la section « Notes et références ».

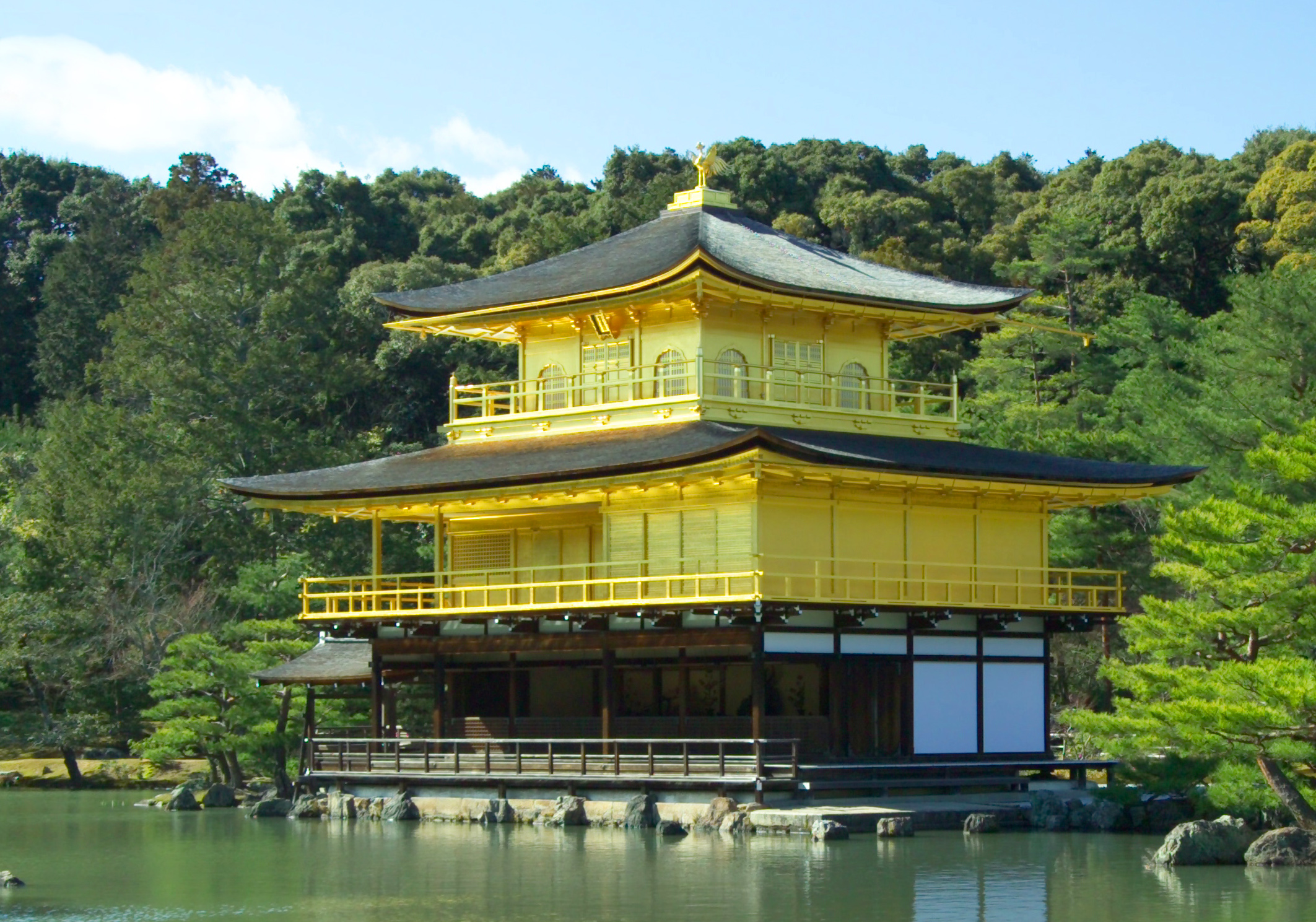
Le Kinkaku-ji à Kyoto.

Le bouddhisme au Japon (仏教, bukkyō) a été importé de Chine et de Corée à partir des Ve et VIe siècles ; il est donc fortement influencé par les bouddhismes chinois et coréen, mais aussi par le shintoïsme, principale religion du Japon née plusieurs siècles auparavant.
On peut diviser son histoire en trois grands moments: l’époque de Nara (jusqu'en 784), l’époque de Heian (794-1185) et la période post-Heian (à partir de 1185, début de l’époque de Kamakura). Chacune de ces périodes a vu l'introduction de nouvelles doctrines ou l'évolution d'écoles existantes, relevant de l'un ou l’autre des trois grands courants du bouddhisme : hīnayāna, (voie du Petit Véhicule), mahāyāna (voie du Grand Véhicule), vajrayāna (voie du Diamant).

## Les treize écoles principales du bouddhisme japonais

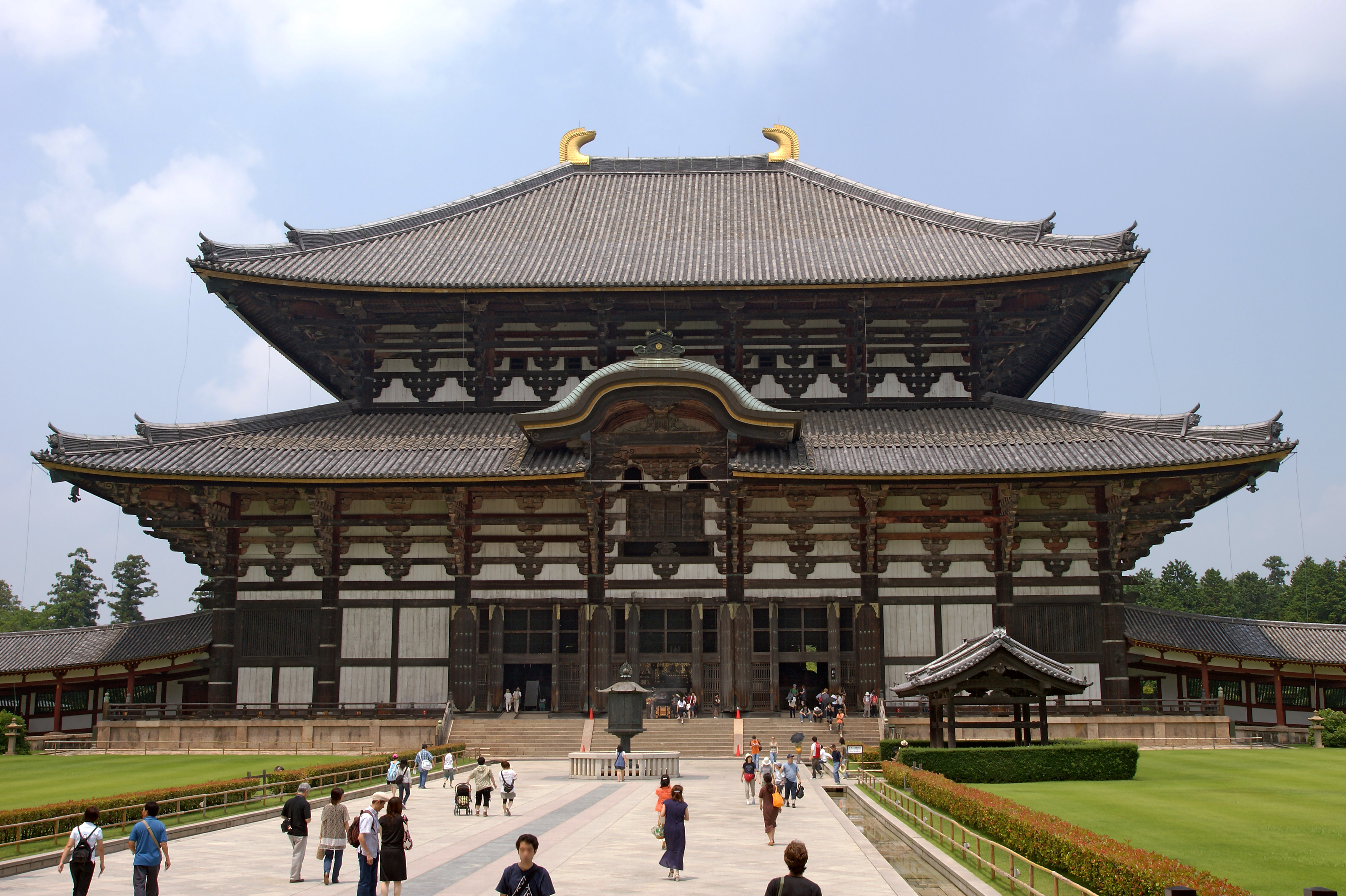
Tōdai-ji, le plus haut temple de Kegon.

Il existe aujourd'hui treize écoles principales (宗, shū) du bouddhisme au Japon, classées d'après leur époque d'apparition :
Selon les statistiques religieuses de 2021 de l'Agence pour les Affaires culturelles du Japon, les corporations religieuses sous la juridiction du Ministère de l'Éducation, de la Culture, des Sports, des Sciences et de la Technologie comptent 135 millions de croyants, parmi lesquels 47 millions sont bouddhistes et majoritairement issues des nouvelles écoles bouddhiques de la période Kamakura (1185 - 1333). Le nombre de croyants estimés pour les différentes sectes est indiqués ci-dessous.
- Époque de Nara (environ 700 000 pratiquants) :
  - Hossō (école chinoise Faxiang zhong, Dharmalaksana, caractéristiques des Dharmas).
  - Kegon (école chinoise Huayan, traduit par guirlande de fleurs ou stricte quintessence), de l'Ornementation Fleurie.
  - Ritsu, école chinoise Lüzong, dite école des Préceptes.
- Époque de Heian :
  - Tendai, école du Mont Tiantai (montagne chinoise de la province du Zhejiang où se situe le temple fondateur) fondée en 806. Environ 2,8 millions de pratiquants.
  - Shingon, (Bouddhisme vajrayāna, ou bouddhisme tantrique) école de la Parole vraie (mantra en sanskrit, conservé en japonais) appelée parfois aussi dharani shu (école des dharanis) fondée en 810. Environ 5,5 millions de pratiquants.
- Époque de Kamakura :
  - Bouddhisme de Nichiren ou Hōkke shū (fondée en 1253) : « école du Lotus », (Hō : la Loi, Ge : la fleur), école du moine Nichiren (« Soleil-Lotus »), se référant au Sûtra du Lotus de Shakyamuni et aux commentaires qu’en avaient fait Zhiyi de l'école Tiantai et Miaole (Zhanran) son disciple, en Chine, puis Saichō (Dengyō Daishi), fondateur du bouddhisme Tendai au Japon. Environ 11 millions de pratiquants.
  - Écoles inspirées par la Terre pure chinoise (souvent réunies sous le vocable d'amidisme, du nom du bouddha Amida) , environ 22 millions de pratiquants pour l'ensemble des écoles de la terre pure :
    - Jōdo, école de la Terre pure, fondée à la fin du XIIe siècle.
    - Jōdo shin, école de la véritable Terre pure, fondée au début du XIIIe siècle.
    - Yūzū nenbutsu, dérivé du Tendai, école de l'Attention Mutuelle au Bouddha (le nenbutsu est en fait l'invocation du nom du Bouddha Amida).
    - Ji, école de l'Heure.

  - Écoles Zen, fondées sur la « méditation silencieuse » (bien que le terme zen, quasiment intraduisible, ne suppose pas de sujet méditant) , environ 5,3 millions de pratiquants pour l'ensemble des écoles zen :
    - Rinzai, école du bonze chinois Linji (fondée au début du XIIIe siècle).
    - Sōtō, école des bonzes chinois Caoshan Benji (Cao-Sō) et Dongshan Liangjie (Dong-Tō), fondée dans les années 1230.
    - Ōbaku, école du mont Huangbo (montagne chinoise de la province du Fujian, où se situe le temple fondateur), influencée par la Terre pure, fondée au XVIIe siècle.

La plupart sont issues du bouddhisme mahāyāna ; seule l'école Ritsu provient du bouddhisme hīnayāna, Shingon appartenant au courant vajrayāna, et Tendai se situant à mi-chemin entre le mahāyāna et le vajrayāna.
De ces treize écoles principales découlent les 56 écoles (派, ha) que l'on trouve actuellement au Japon[réf. nécessaire]. Aujourd'hui, les écoles dominantes sont celles de l'époque de Kamakura, ainsi que Shingon de l'époque de Heian.

## Historique

### Époque de Yamato

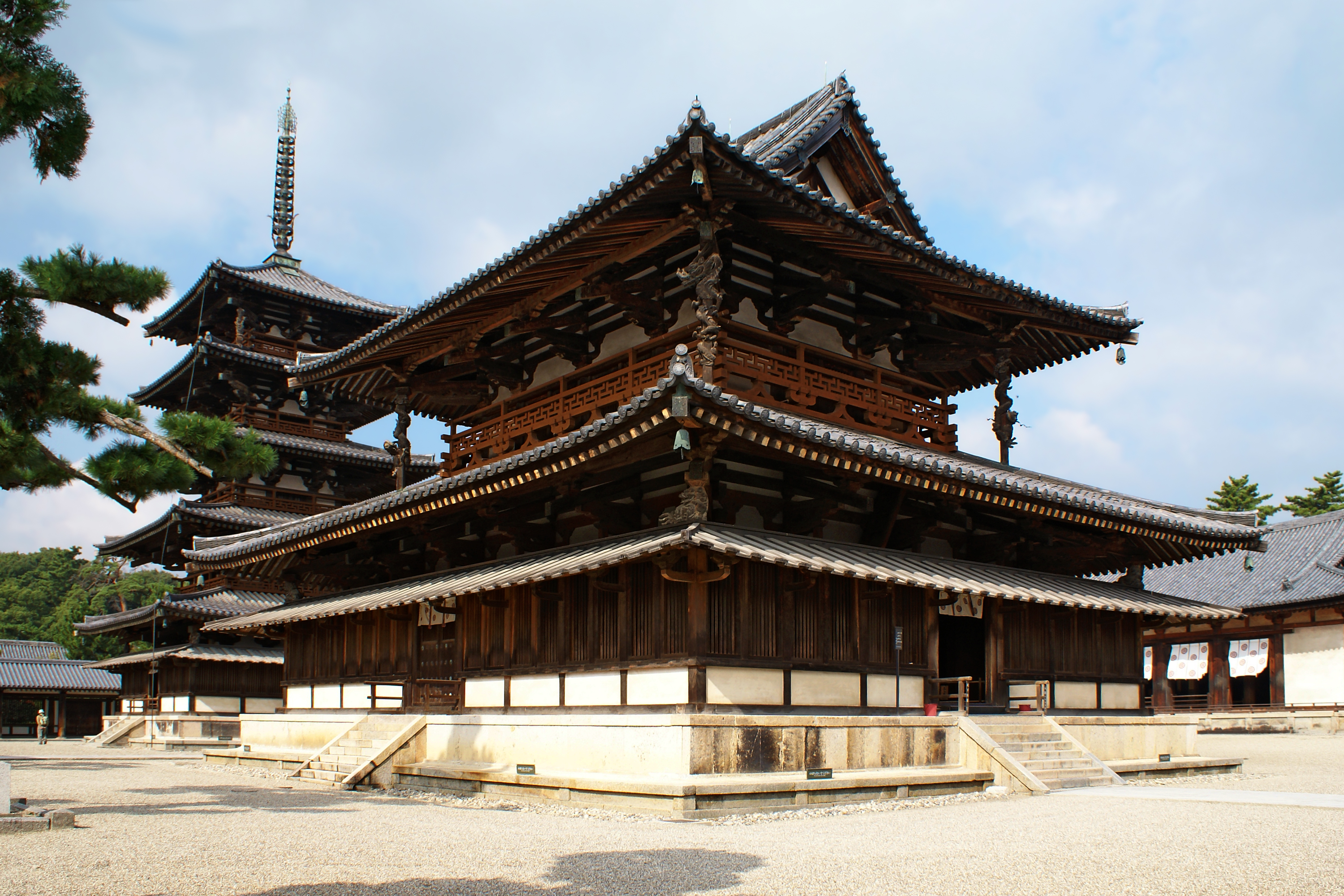
Hōryū-ji, le plus haut temple de Shōtoku.

Les Japonais de l'époque de Yamato considéraient le continent comme supérieur[réf. nécessaire], et ils mirent en place une importation massive des choses chinoises, les recopiant, les triant et parfois innovant eux-mêmes. Parmi ces choses, il y a bien sûr la religion : le taoïsme, le bouddhisme, mais aussi des rituels confucéens. Pour les Japonais, au départ, ces courants de pensée sont une seule et même chose[réf. nécessaire] se déclinant de différentes manières.
Selon le Nihon Shoki, l'empereur Kimmei aurait reçu en 552, de la part de Seong Myong, le roi coréen de Kudara, une statuette dorée de Shaka (représentant Shakyamuni) et plusieurs rouleaux d'écritures bouddhiques. Le roi aurait également accompagné les présents par une lettre vantant les mérites du bouddhisme. L'authenticité de cette lettre est cependant discutable, dans la mesure où la traduction chinoise de cette dernière n'apparaîtra que bien plus tard. On pense à un faux rédigé par les auteurs du Nihon Shoki. D'ailleurs, on estime que le bouddhisme a été importé au Japon bien avant 552.
Devant l'importance d'un tel présent, l'empereur rassembla ses conseillers au nombre de trois, afin de décider de ce qu'ils devraient en faire. Soga no Iname voulut accepter l'existence du bouddhisme, tandis que Mononobe no Okoshi et Nakatomi no Kamako étaient contre, craignant la vengeance des Kami. Malgré tout, l'empereur décida de faire un essai du bouddhisme. De fait, Soga créa un monastère dans sa propre demeure, dans laquelle il plaça la statue. Mais rapidement, une épidémie se déclara. Mononobe et Nakatomi ordonnèrent alors de se débarrasser de la statue, qu'ils jetèrent dans un canal, et ils brulèrent le monastère. Cependant, l'épidémie se renforça et un incendie se déclara à l'intérieur de palais impérial. On se dépêcha donc de repêcher la statue, et les malheurs prirent fin.
Cependant, ce ne sera véritablement que grâce à l'empereur Yōmei, et surtout grâce à son fils, Shōtoku-taishi que le bouddhisme s'implantera définitivement au Japon. En effet, Shōtoku-taishi commentera de nombreux sūtras bouddhiques et créera de nombreux monastères. À sa mort, on comptait 46 monastères.
En 592, après des luttes d'influence avec le shintō, le bouddhisme fut déclaré religion d'État.
En 675, l'empereur Tenmu promulgue les premières lois visant à interdire la consommation de viande d'animaux (bovins, chevaux, chiens, poulets et singes). Cette interdiction restera en vigueur pendant près de 1 200 ans.
Le bouddhisme s'est introduit par le « haut », dans les classes sociales dominantes, avant d'atteindre le peuple, car ses enseignements relativement difficiles ne pouvaient pas encore être compris par l'ensemble de la population, non lettrée, du Japon.

### Époque de Nara
Pendant l'époque de Nara, naissent les écoles bouddhiques appelées les « Six écoles de la capitale du sud » (南都六宗, Nanto roku shū, Nara étant nommée « capitale du sud » à l'époque) :
- Hossō (Dharmalaksana Vijnanavada) ;
- Jojitsu (fondée sur le Satyasiddhi-çastra de Harivarman) ;
- Kegon (fondée sur le sūtra Avatamsaka) ;
- Kusha (fondée sur l'Abhidharmakośa de Vasubandhu) ;
- Ritsu (fondée sur l'observance de la vinaya) ;
- Sanron (aussi appelée école de la vacuité, fondée sur les trois sastras fondamentaux du madhyamaka).

Hossō, Jojitsu, Kusha et Ritsu appartiennent à la branche indienne du bouddhisme. Kusha et Ritsu suivent de façon nette la branche du Petit véhicule. Jojitsu s'inscrit dans une zone de transition entre Petit et Grand véhicule, alors que Hossō, Sanron, et Kegon (qui trouve ses origines en Serinde et en Chine), appartiennent au Grand véhicule.
Seuls Hossō, Kegon et Ritsu subsistent de nos jours.

### Époque de Heian
Durant l'époque de Heian, on assiste à la fondation de deux nouveaux courants par des moines revenus de Chine :
- Shingon, courant vajrayana fondé par Kūkai (Kōbō-Daishi, 774-835) qui s'était rendu en Chine en 804 et en rapporta le Vajrasekhara sutra qu'il associa au Tantra de Vairocana (ou Mahavairocanabhisambodhi tantra), pour en faire la base de son enseignement.
- Tendai, dérivé de l'école chinoise tiantai (ou Tien Taï, « terrasse céleste », nom du lieu où elle est née), basé sur le Saddharma pundarika sutra ou sūtra du Lotus, à la suite du voyage de Saichō (Kogyo-Daishi, 767-822) ;

### Époque de Kamakura

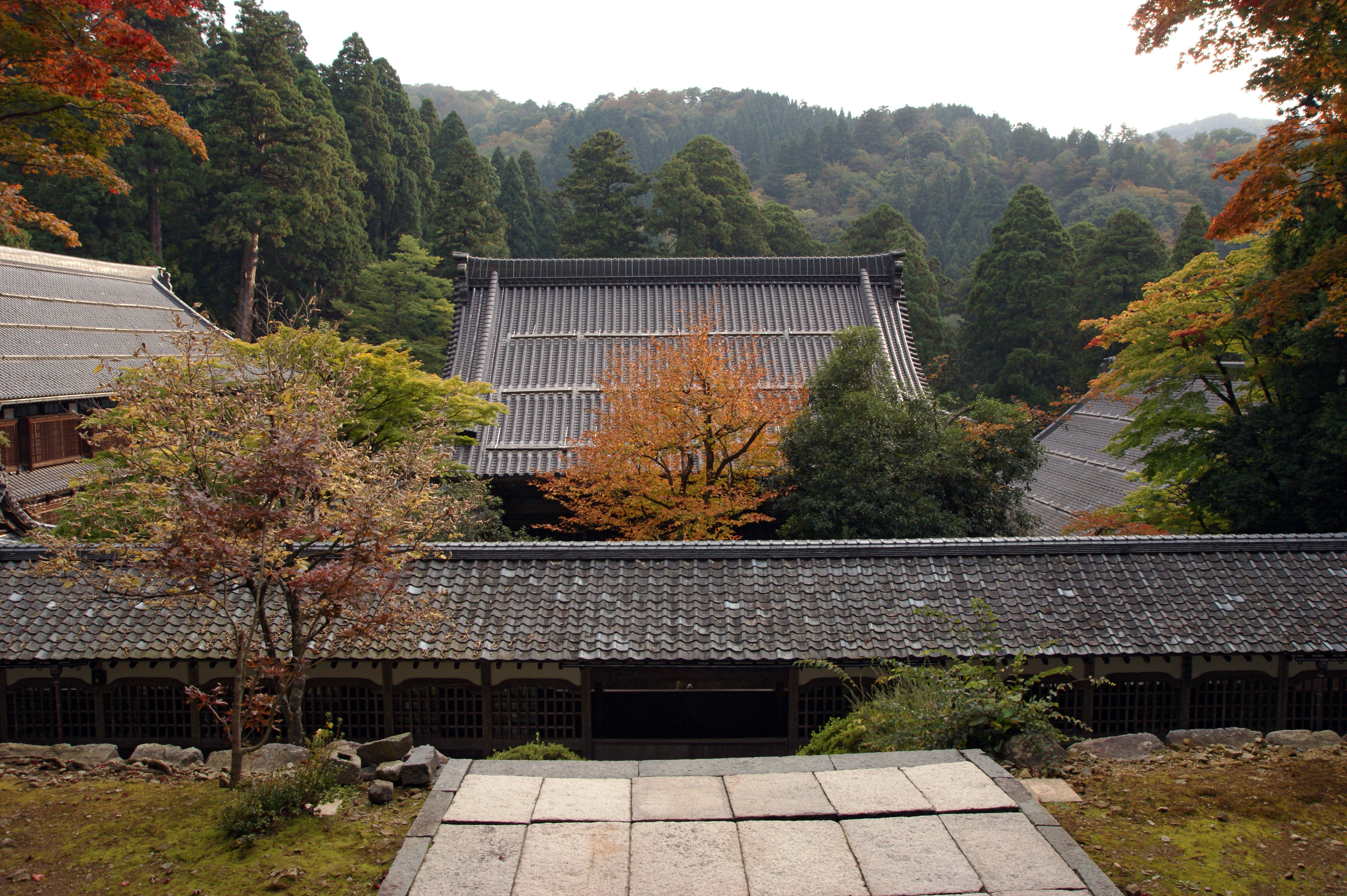
Eihei-ji dans Fukui, le plus haut temple de Sōtō.

L'époque de Kamakura est celle de l'introduction du zen en provenance de Chine à partir de deux écoles : le Rinzai par le moine Eisai (1141-1215) et le Sōtō par Dōgen (1200-1253).
Deux courants inspirés par l'amidisme chinois naissent : l'école Jōdo sous l'impulsion de Hōnen (1133-1212), un prêtre Tendai, et l'école Jōdo shin (école véritable de la Terre pure aussi nommée bouddhisme shin) fondée par un disciple de Hōnen, Shinran (1173-1263). Viendront ensuite le développement de l'école Yūzū nenbutsu créée par un autre moine Tendai Ryōnin (1072–1132), et celui de l'école Ji fondée par Ippen (1234-1289), un moine-prêtre de l'école Jōdo.
À la même époque se développe le bouddhisme de Nichiren (du nom de son fondateur, Nichiren 1222-1282), qui désire revenir à une pratique uniquement centrée sur le sūtra du Lotus traduit par Kumarajiva, déjà popularisé à l'époque de Heian par le Tendai.
Toujours à la même période, le Shugendō, voie des ascètes des montagnes (les yamabushi) et syncrétisme entre bouddhisme et shintoïsme, connaît un important développement.

### Époque d'Edo
Une école particulière du zen s'est développée au Japon au XVIIe siècle pendant l'époque d'Edo : l'Ōbaku. Elle fut fondée par un maître chan chinois renommé, Yinyuan Longqi (ou Ingen Ryuki), et son disciple Muyan qui avaient fui la Chine à la chute des Ming devant les mandchous.
Ōbaku est la transcription du nom du mont Huangbo, dans le Fujian, où Yinyuan avait été abbé, mais aussi le nom du maître de Linji (fondateur du rinzai), Huangbo Xiyun, qui s'y était installé. Les pratiquants de l'Ōbaku se considéraient comme des disciples de Linji, tout en incluant dans leur pratique l'amidisme et des éléments tirés du Mi zong, bouddhisme ésotérique chinois.

### Ère Meiji
En 1872, l'empereur Meiji signe un édit annulant formellement l'interdiction de consommer de la viande, consommation qui était déjà admise à l'époque Edo.
Entre 1868 et 1873, le gouvernement Meiji met en place une séparation stricte des cultes shintō et bouddhistes, le Shinbutsu bunri. La frontière entre les deux, autant en termes de culte que de lieux, était jusqu'alors très poreuse.

### Époque contemporaine
À partir des années 1920, le Japon a vu un développement important de nouveaux mouvements religieux (新宗教, shinshūkyō). On peut classer ceux d'inspiration bouddhiste en différentes catégories :
- les courants dérivés du bouddhisme de Nichiren et basés sur le sūtra du Lotus, comme le bouddhisme Reiyukai ou la Sōka Gakkai ;
- ceux du bouddhisme ésotérique Shingon comme Shinnyo-En, basée sur le sūtra du Grand Nirvana ;
- les courants syncrétistes qui mêlent shintoïsme et bouddhisme, comme Sūkyō Mahikari ou Tenrikyō, avec à leur tête une personne inspirée par un dieu ou un kami particulier ;
- parmi les courants syncrétistes, ceux qui mêlent différents aspects (bouddhisme de tous courants, hindouisme, etc.), et qui se recentrent autour d'une figure emblématique, comme ce fut le cas pour la secte terroriste Aum Shinrikyo.

La situation est encore compliquée par le fait que, en raison du système des lignées, les grandes écoles sont elles-mêmes subdivisées en une multitude d'écoles et de courants. Il y a ainsi actuellement plus de 184 000 groupes religieux répertoriés au Japon.[réf. nécessaire]
Si le bouddhisme a perdu de sa vitalité[réf. souhaitée], l'ère contemporaine connaît néanmoins des maîtres zen d'importance, comme Kodo Sawaki ou Harada Daiun Sogaku (en).

## Les temples
Les temples bouddhistes sont appelés tera (寺, se lit aussi ji) ou jiin (寺院) en japonais. Le gouvernement japonais comptabilisait 76 000 temples ayant une personnalité juridique en 2005.

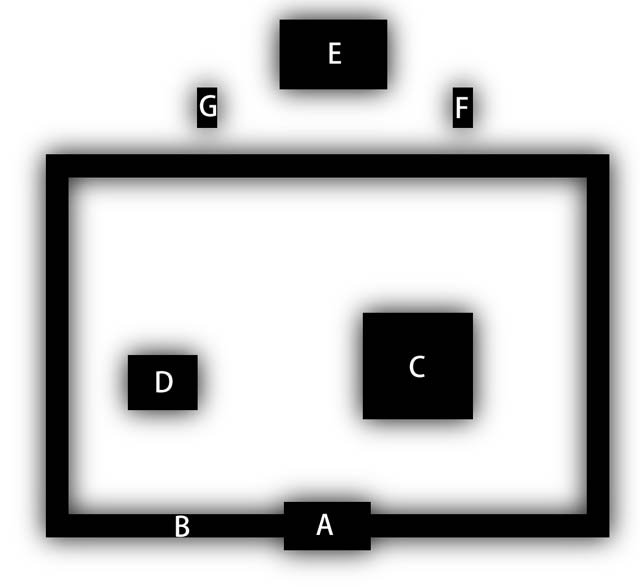
Plan du temple Hōryū-ji.

On peut trouver devant la ou les portes (門, mon, A sur le plan à droite) du temple des statues de Niō, ou comme pour un sanctuaire shinto des statues de komainu (狛犬).
Il y a trois bâtiments essentiels dans un temple japonais, reliés ou non par un cloître appelé kairō (回廊, B), :
- le bâtiment principal (C) : kondō (金堂?, littéralement « salle d'or ») ou honden (本殿?, littéralement « palais principal »), ou butsuden (仏殿?, littéralement « palais de Bouddha ») dans le bouddhisme zen,
- la pagode (塔, tō?, D), généralement de trois ou cinq étages, absente dans le zen,
- et la salle d'études (講堂, kōdō?, E), ou salle de dharma (法堂, hōdō?) dans le zen : celle-ci peut être à l'intérieur ou à l'extérieur de l'enceinte, reliée ou non par le corridor.

On peut également y trouver :
- un « entrepôt de sūtras » (経蔵, kyōzō?, F),
- un beffroi (鐘楼, shōrō?, G), qui n'est cependant pas dans une tour,
- mais aussi un réfectoire/cantine (食堂, jikidō?), une cuisine appelée kuri (庫裡?) et un dortoir (僧房, sōbō?).